# 佐治亚州众议院
佐治亚众议院（英語：Georgia House of Representatives）是美国佐治亚总议会的下議院，共有180名议员，每届任期2年。现任众议院議長为共和黨籍的喬恩·伯恩斯。